# John Bestall
John Bestall, född den 25 februari 1963, är en australisk landhockeyspelare.
Han tog OS-silver i herrarnas landhockeyturnering i samband med de olympiska landhockeytävlingarna 1992 i Barcelona.